# Берунген
Берунген (нем. Behrungen) — посёлок в Германии, в земле Тюрингия. 
Входит в состав района Шмалькальден-Майнинген. Подчиняется управлению Грабфельд. Население — 684 чел. Занимает площадь 13,82 км².

## Фотографии
- Ратуша